# 豊岡郵便局
豊岡郵便局（とよおかゆうびんきょく）
- 兵庫県豊岡市にある郵便局。本記事にて記述する。
- 静岡県磐田市にある郵便局。局番号は23151。
- 山梨県身延町にある郵便局。局番号は08154。
- 大分県速見郡日出町にある郵便局。局番号は72010。
- 秋田県大仙市にある郵便局。局番号は86260。

豊岡簡易郵便局（とよおかかんいゆうびんきょく）
- 岡山県加賀郡吉備中央町にある簡易郵便局。局番号は54728。

豊岡郵便局（とよおかゆうびんきょく）は、兵庫県豊岡市にある郵便局。民営化前の分類では集配普通郵便局であった。

## 概要
住所：〒668-8799 兵庫県豊岡市泉町3-27

## 沿革
- 1872年8月4日（明治5年7月1日） - 豊岡郵便取扱所として開設[1]。
- 1873年（明治6年） - 豊岡郵便役所となる。
- 1875年（明治8年）1月1日 - 豊岡郵便局（二等）となる。翌日より為替取扱を開始。
- 1879年（明治12年） - 貯金取扱を開始。
- 1957年（昭和32年）1月24日 - 電話通話および和文電報受付事務の取扱を開始[2]。
- 1982年（昭和57年）5月24日 - 豊岡市中央町から同市泉町に移転。
- 1983年（昭和58年）2月21日 - 小坂郵便局[3]から集配業務の一部[4]を移管。
- 1987年（昭和62年）3月30日 - 府中郵便局[5]から集配業務の一部[6]を移管。
- 1991年（平成3年）10月1日 - 外国通貨の両替および旅行小切手の売買に関する業務取扱を開始。
- 1993年（平成5年）7月26日 - 奈佐郵便局の廃止に伴い、取扱業務を承継。
- 2007年（平成19年）3月19日 - 城崎郵便局および森本郵便局からそれぞれ「669-61xx」「669-63xx」区域の集配業務を移管[7]。
- 2007年（平成19年）10月1日 - 民営化に伴い、併設された郵便事業豊岡支店に一部業務を移管。
- 2012年（平成24年）10月1日 - 日本郵便株式会社発足に伴い、郵便事業豊岡支店を豊岡郵便局に統合。

## 取扱内容
- 郵便、印紙、ゆうパック、内容証明
- 貯金、為替、振替、振込、国際送金、国債、投資信託
- 生命保険、バイク自賠責保険、自動車保険、がん保険、引受条件緩和型医療保険
- 地方公共団体事務（兵庫県住宅再建共済基金利用申込取次事務）
- ゆうちょ銀行ATM
- 「668-00xx」「668-08xx」「669-61xx」「669-63xx」区域（豊岡市（合併以前からの豊岡市域の全域、旧城崎町域の全域、旧竹野町域の一部））の集配業務
- ゆうゆう窓口

## 周辺
- 豊岡市役所
- 兵庫県立豊岡総合高等学校
- 国道178号
- 国道426号
- 円山川

## アクセス
- JR山陰本線・京都丹後鉄道宮豊線 豊岡駅から徒歩約11分
- 全但バス 豊岡郵便局前停留所下車
- コウノトリ但馬空港から北東へ約7km
- 駐車場あり：14台